# Флуккингер, Георг
Георг Флуккингер (нем. Georg Fluckinger, 1 марта 1955, Вена, Австрия) — австрийский саночник, выступавший за сборную Австрии в конце 1970-х — середине 1980-х годов. Участник трёх зимних Олимпийских игр, обладатель бронзовой медали Игр в Лейк-Плэсиде, многократный призёр национального первенства.

## Биография
Георг Флуккингер родился 1 марта 1955 года в городе Вена, Австрия. Активно заниматься санным спортом начал в середине 1970-х годов, вскоре прошёл отбор в национальную сборную и стал принимать участие в крупнейших международных стартах, показывая довольно неплохие результаты. Так, в общем зачёте Кубка мира 1978/79 расположился на третьей строке среди одноместных саней и на второй среди двухместных. Благодаря череде удачных выступлений удостоился права защищать честь страны на зимних Олимпийских играх 1980 года Лейк-Плэсиде, где в паре с Карлом Шроттом завоевал бронзовую медаль.
Спустя четыре года ездил соревноваться на Олимпиаду в Сараево, в двойках вместе с Францем Вильхельмером финишировал четвёртым, тогда как в одиночках сумел добраться только до пятнадцатой позиции. В общем зачёте Кубка мира ещё четыре раза поднимался до второй строки, и все четыре раза — на двухместных санях. В 1988 году, сменив партнёра на Роберта Манценрайтера, участвовал в заездах Олимпийских игр в Калгари, без проблем прошёл квалификацию и планировал побороться здесь за медали, однако в итоге был лишь пятым. Поскольку конкуренция в сборной на тот момент сильно возросла, вскоре Флуккингер принял решение завершить карьеру профессионального спортсмена, уступив место молодым австрийским саночникам.